# Gilgil

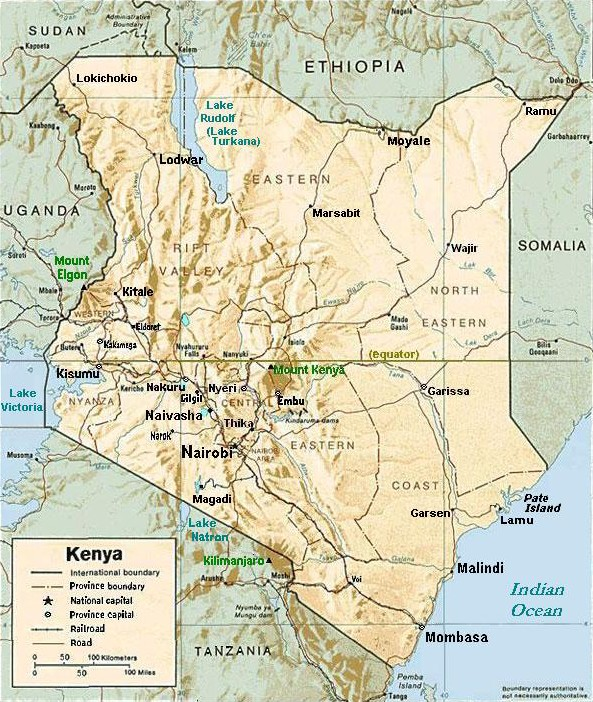
Gilgil liegt nördlich von Nairobi, zwischen Naivasha und Nakuru (Karte zum Vergrößern anklicken)

Gilgil ist eine Stadt im Nakuru County in Kenia. Die Stadt liegt nördlich von Nairobi, zwischen Naivasha und Nakuru am Highway von Nairobi nach Nakuru. Sie liegt westlich des Gilgil River, der nach Süden in den Naivashasee fließt.
2019 hatte Gilgil 60.711 Einwohner.

## Geschichte

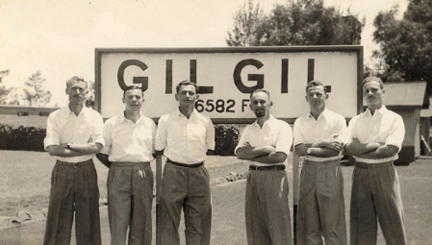
Irgun-Mitglieder im Internierungscamp Gilgil (um 1945)

Von den 1920er bis in die 1940er Jahre lebten einige Mitglieder des Happy Valley Sets in Gilgil. Von 1944 bis 1948 gab es in Gilgil ein britisches Internierungscamp für Mitglieder der zionistischen Untergrundorganisationen Irgun und Lechi.